# Sandayū Dokumamushi

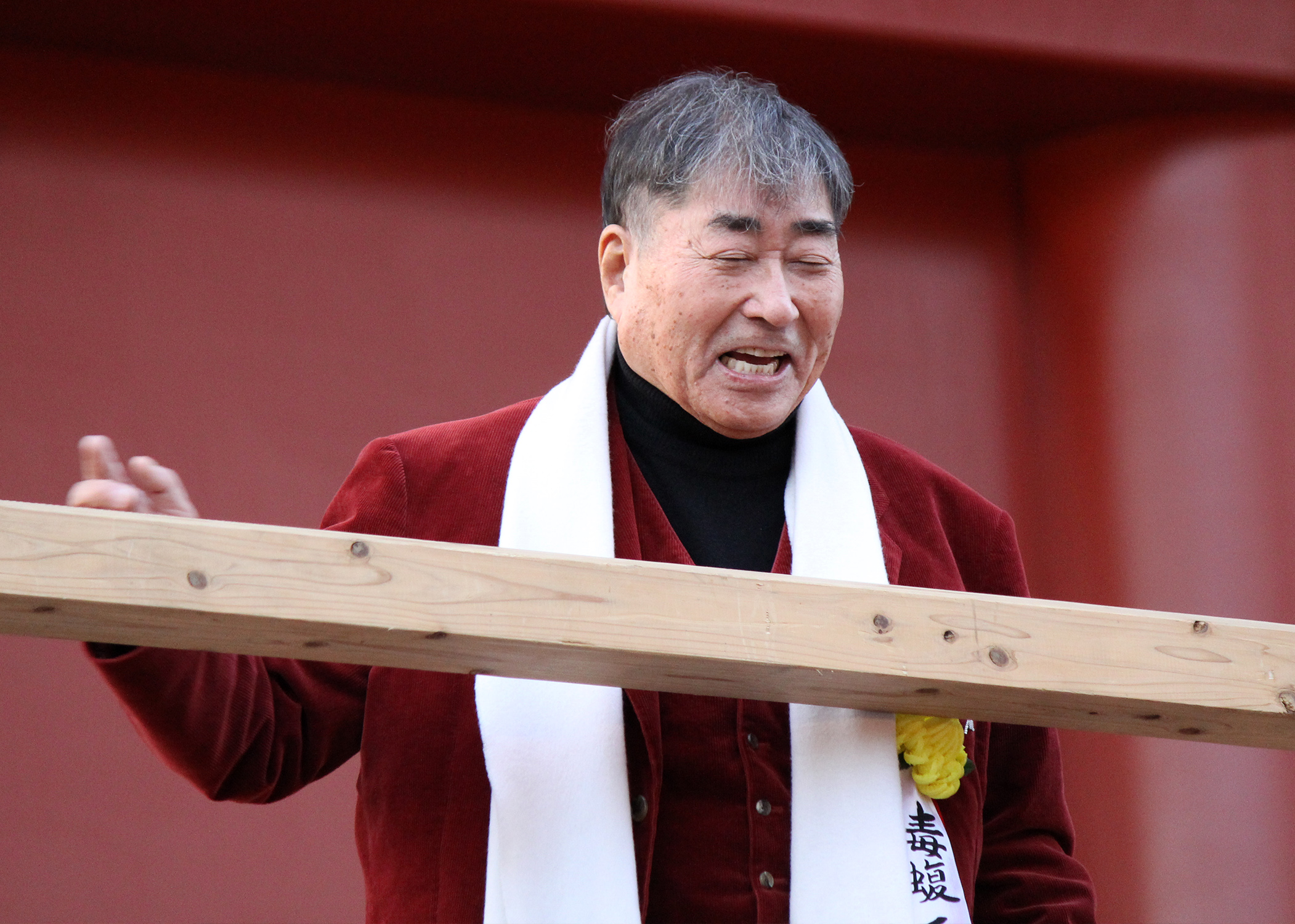
Sandayū Dokumamushi

Sandayū Dokumamushi (Osaka, 31 marzo 1936) è un attore giapponese. Ha interpretato il ruolo di Daisuke Arashi nella serie originale di Ultraman (1966-1967) e Shigeru Furuhashi in Ultraseven. Dal 1969 è un personaggio radiofonico del Tokyo Broadcasting System (TBS). Il suo programma radiofonico è famoso per il linguaggio volgare ed è popolare tra un pubblico più adulto.

## Filmografia

### Cinema
- Waka-shachô: Rainbow Sakusen, regia di Meijiro Umezu (1967)
- Chōhen kaijū eiga Ultraman, regia di Hajime Tsuburaya, Eiji Tsuburaya (1967)
- Kigeki Ijiwaru Daishôgai, regia di Atsushi Fujiura (1971)
- Otoko wa tsurai yo, regia di Yōji Yamada (1973)
- Kinkin no lumpen taisho, regia di Teruo Ishii (1976)
- Shucchô Toruko: Mata Ikumasu, regia di Atsushi Fujiura (1978)
- Ultraman: Great Monster Decisive Battle, regia di Noriko Anakura (1979)
- Mikadroid: Robokill Beneath Discoclub Layla, regia di Tomoo Haraguchi (1991)
- Rudolf alla ricerca della felicità, regia di Kunihiko Yuyama e Motonori Sakakibara (2016) - voce
- What Happened to Our Nest Egg!?, regia di Maeda Tetsu (2021)[2]
- Go! Go! Sakura Club, regia di Takanori Noda (2023)[3]

### Televisione
- Ultraman - serie TV, (1966-1967)
- Ultraseven - serie TV, (1967-1968)
- Ultraman Zearth - serie TV, (1996-1997)
- Tenka - serie TV, (2004)
- Ultraman Max - serie TV, (2005)